# 南さつま市立小湊小学校
南さつま立小湊小学校（みなみさつましりつ こみなとしょうがっこう）は、鹿児島県南さつま市加世田小湊にある公立小学校。

## 沿革
- 1878年（明治11年） - 山下庄屋跡に一棟建ての小湊小学開設。
- 1882年（明治15年） - 八幡神社境内に、校舎移転。
- 1887年（明治20年） - 小湊簡易小学校と改称。
- 1892年（明治25年） - 東加世田村立小湊尋常小学校と改称。
- 1900年（明治33年） - 校舎の大改造。
- 1904年（明治37年） - 補習科設置。
- 1908年（明治41年） - 義務教育6ヵ年制となる。
- 1910年（明治43年） - 校舎増築。
- 1920年（大正9年） - 高等科2年設置。
- 1923年（大正12年）
  - 日付不明 - 小湊尋常高等小学校と改称。
  - 日付不明 - 万世町立小湊高等小学校と改称。
- 1925年（大正14年） - 高等科3年設置。
- 1927年（昭和2年） - 講堂落成。
- 1932年（昭和7年） - （旧）校訓「五つのさとし」制定。
- 1934年（昭和9年） - 校歌制定。
- 1941年（昭和16年）4月1日 - 国民学校令により、小湊国民学校と改称。
- 1947年（昭和22年）4月1日 - 学校教育法施行により、万世町立小湊小学校と改称。
- 1954年（昭和29年）7月15日 - 昭和の大合併により、加世田市立小湊小学校と改称。
- 1957年（昭和32年） - 保健室落成。北校舎便所改装落成。
- 1063年（昭和38年） - 完全給食実施。
- 1970年（昭和45年） - 校舎改築（鉄筋）落成。校庭の芝生化。
- 1973年（昭和48年） - プール落成。
- 1978年（昭和53年） - 屋内体育館落成及び創立百周年記念の両式典挙行。
- 1987年（昭和62年） - 土俵屋根完成。
- 1991年（平成3年） - （新）校訓「やさしく かしこく たくましく」制定。
- 2003年（平成15年） - 特認校制度開始。
- 2005年（平成17年）11月7日 - 平成の大合併により、南さつま市立小湊小学校と改称。

## 学区
- 中央中・中央東・中央西・園山・上村・仲間

## 進学先
- 南さつま市立万世中学校

## アクセス
- 鹿児島交通加世田野間池線「農協前」バス停から、徒歩約180m・約3分。

## 周辺
- 小湊地区公民館
- 正信寺
- 寄木八幡神社
- 社会福祉法人小湊福祉会正信寺保育園 - 進級前保育園のひとつ
- 国道226号